# Gentilini
Gentilini ist ein Weingut aus Lixouri auf Kefalonia (→ Weinbau in Griechenland), das sich im Besitz der Familie Cosmetatos befindet. Neben einer eigenen Rebfläche von 7,5 Hektar bezieht das Weingut noch das Lesegut von Vertragswinzern, die über 20 Hektar bearbeiten.

## Geschichte
Die Eigentümerfamilie kann auf eine lange Geschichte im Weinbau zurückblicken – seit 1984 werden Weine unter dem Namen Gentilini (dem mütterlichen Namen des Inhabers Spiros Cosmetatos) angeboten. Der Name geht auf ein älteres Weingut zurück, das ab 1780 auf der Insel tätig war. Cosmetatos engagierte den im französischen Dijon ausgebildeten Weinmacher Giorgos Skouras. Die Weine werden von renommierten Weinhändlern wie Justerini & Brooks, Bibendum, Simon Loftus und Oddbins geführt. Der Durchbruch gelang vor wenigen Jahren, als Pierre Rovani (Parkers Wein-Guide) und später der Guide Michelin über das Weingut schrieben.